# Okręglica (województwo wielkopolskie)
Okręglica – wieś w Polsce położona w województwie wielkopolskim, w powiecie tureckim, w gminie Kawęczyn.
W latach 1975–1998 miejscowość położona była w województwie konińskim.